# 道の駅童話の里くす
道の駅童話の里くす（みちのえき どうわのさと くす）は、大分県玖珠郡玖珠町にある国道387号の道の駅である。
道の駅の向かい側に大分自動車道 玖珠ICが立地している。

## 概要
2009年（平成21年）5月29日に開設。オープンに先立ち、ゴールデン・ウィーク中の5月3日 - 5日にはプレイベントとして店舗前広場のテントで特産品などの販売が行われた。
施設横には、陸上自衛隊玖珠駐屯地から日出生台演習場間を結ぶ、コンクリート舗装された公道があり、地元では戦車道と呼ばれている。アスファルト舗装では戦車のキャタピラによって舗装が傷むので、コンクリート舗装されている。道の駅や玖珠町のホームページ等で走行予定日が予告されており、戦車などの自衛隊車両を見学することができる。

## 施設
- 駐車場
  - 普通車：118台
  - 大型車：6台
  - 身障者用：3台
- トイレ
  - 男：10器
  - 女：9器
  - 身障者用：1器
- 公衆電話：1
- 公衆FAX：1
- 情報コーナー
- 農産物直売所
- レストラン

## 休館日
- 12月31日 - 1月1日

## アクセス
- 国道387号
- 大分自動車道 玖珠IC
- 久大本線 豊後森駅

## 周辺
- 三島公園
- 三日月の滝公園
- 伐株山